# SLC31A2
SLC31A2 (англ. Solute carrier family 31 member 2) – білок, який кодується однойменним геном, розташованим у людей на короткому плечі 9-ї хромосоми. Довжина поліпептидного ланцюга білка становить 143 амінокислот, а молекулярна маса — 15 681.
| 10         |  | 20         |  | 30         |  | 40         |  | 50         |
| ---------- |  | ---------- |  | ---------- |  | ---------- |  | ---------- |
| MAMHFIFSDT |  | AVLLFDFWSV |  | HSPAGMALSV |  | LVLLLLAVLY |  | EGIKVGKAKL |
| LNQVLVNLPT |  | SISQQTIAET |  | DGDSAGSDSF |  | PVGRTHHRWY |  | LCHFGQSLIH |
| VIQVVIGYFI |  | MLAVMSYNTW |  | IFLGVVLGSA |  | VGYYLAYPLL |  | STA        |

A: Аланін

C: Цистеїн

D: Аспарагінова кислота

E: Глутамінова кислота

F: Фенілаланін

G: Гліцин

H: Гістидин

I: Ізолейцин

K: Лізин

L: Лейцин

M: Метіонін

N: Аспарагін

P: Пролін

Q: Глутамін

R: Аргінін

S: Серин

T: Треонін

V: Валін

W: Триптофан

Кодований геном білок за функцією належить до фосфопротеїнів. 
Задіяний у таких біологічних процесах, як транспорт іонів, транспорт, транспорт міді. 
Білок має сайт для зв'язування з іоном міді. 
Локалізований у мембрані.